# Erica Bartolina
Erica Bartolina (ur. 15 maja 1980) – amerykańska lekkoatletka, specjalizująca się w skoku o tyczce.
Medalistka mistrzostw Stanów Zjednoczonych, w 2007 została międzynarodową mistrzynią Słowenii. W 2008 reprezentowała USA podczas igrzysk olimpijskich w Pekinie, nie zaliczyła żadnej wysokości w eliminacjach odpadając z dalszej rywalizacji.

## Rekordy życiowe
- skok o tyczce – 4,55 (2008)
- skok o tyczce (hala) – 4,40 (2007)